# 陸有銓
陆有铨（1943年4月—2019年11月12日），男，江苏兴化人。中国教育学家，华东师范大学教授，中国教育学研究会副会长。

## 生平
1943年4月生。中学就读于上海市大同中学。1962年考入华东师范大学教育系。文化大革命期间在山东省一所中等师范学校担任教师，曾在军队农场劳动。1979年考上山东师范大学与华东师范大学联合招收的硕士研究生项目，师从傅统先、张文郁学习教育哲学。1982年开始在山东师范大学大学教育系任教，1988年被评为教授，1990年被评为博士生导师。期间曾任系副主任、主任。1998年调至华东师范大学担任教授、博士生导师。兼任中国教育学研究会副会长，教育哲学专业委员会主任，《基础教育》杂志主编等职务。
2019年11月12日凌晨3时，在上海仁济医院东院逝世，享年76岁。

## 出版物
著有《躁动的百年》、《现代西方教育哲学》、《皮亚杰理论与道德教育》，合译有《道德教育的理论与实践》等。